# HMS Teredo
Le HMS Teredo (pennant number : P338) est un sous-marin de la classe T en service dans la Royal Navy. Construit aux chantiers navals Vickers-Armstrongs à Barrow-in-Furness, et  John Brown & Company à Clydebank, il est lancé le 27 avril 1945. Il est le premier (et jusqu’à présent, le seul) navire de la Royal Navy à porter le nom de Teredo (taret), en référence à un mollusque souvent appelé « ver des navires » (shipworm) dont il perce la coque. Son insigne représente justement deux tarières entrecroisées, le ver creusant dans le bois comme cet outil.

## Conception
Les sous-marins de la classe S, quoique très réussis, se sont avérés trop petits pour des opérations lointaines. Il fallut mettre en chantier la classe T, également très réussie, qui avait 21 mètres de longueur en plus et un déplacement de 1000 tonnes. Alors que les bâtiments de la classe S avaient seulement six tubes lance-torpilles d'étrave, ceux de la classe T en avaient huit, dont deux dans un bulbe d'étrave, plus deux autres dans la partie mince de la coque au milieu du navire.

## Engagements
Le HMS Teredo fut construit par Vickers-Armstrongs à Barrow-in-Furness et  John Brown & Company à Clydebank. Sa quille fut posée le 17 avril 1944. Il fut lancé le 27 avril 1945 et mis en service dans la Royal Navy le 13 avril 1946.
Commissionné après la fin de la Seconde Guerre mondiale, le HMS Teredo mène une carrière relativement paisible. En 1953, il participe à la Fleet Review pour célébrer le couronnement de la reine Élisabeth II. Il a finalement été mis à la ferraille à Briton Ferry, au Pays de Galles, le 5 juin 1965.